# Jeff Molina
Jeffrey Molina (Lakewood, Nueva Jersey, 17 de julio de 1997) es un artista marcial mixto estadounidense que compite en la división de peso mosca de Ultimate Fighting Championship.
En 2023, Molina se convirtió en el primer luchador masculino en la historia de las MMA en declararse abiertamente como bisexual.

## Primeros años
Nació en Lakewood, Nueva Jersey. Molina asistió a la Escuela Secundaria Olathe South, donde participó en lucha. Comenzó a entrenar MMA a los 14 años, bajo la tutela de Jason High y LC Davis. En 2017, empezó a prepararse en el mismo deporte con James Krause en Glory MMA.

## Carrera

### Inicios
Comenzó su carrera profesional después de una exitosa carrera amateur de 9-0. Su debut profesional tuvo lugar el 2 de junio de 2017 en VFC: Fight Night Harrah's 5, donde perdió el combate ante Steven Merrill por sumisión en el primer asalto. Se recuperó en VFC 58, donde derrotó a Delfino Benítez por sumisión en el primer asalto. Perdió su siguiente combate contra Nate Smith por decisión dividida en Victory FC: Fight Night Coco Key. Después, pasó a ganar sus siguientes 4 combates por paros, antes de aparecer en LFA 76, sometiendo a Chauncey Wilson por sumisión en el primer asalto. Continuaría sometiendo a Kenny Porter por sumisión en el segundo asalto.
Fue invitado al Dana White's Contender Series 30 el 25 de agosto de 2020, donde se enfrentó a Jacob Silva, ganando el combate por decisión unánime y obteniendo un contrato con la UFC.

### Ultimate Fighting Championship
Estaba programado para enfrentar a Zarrukh Adashev el 14 de noviembre de 2020, en UFC Fight Night: Felder vs. dos Anjos, antes de que el combate fuera reprogramado para UFC Fight Night: Blaydes vs. Lewis. Sin embargo, se retiró del evento a finales de diciembre de 2020.
En su debut en la UFC se enfrentó a Aori Qileng el 24 de abril de 2021 en UFC 261. Ganó el combate por decisión unánime. Este combate le valió el premio a la Pelea de la Noche.
Se enfrentó a Daniel Lacerda el 23 de octubre de 2021 en UFC Fight Night: Costa vs. Vettori. Ganó el combate por TKO en el segundo asalto.
Se enfrentó a Zhalgas Zhumagulov el 4 de junio de 2022 en UFC Fight Night: Volkov vs. Rozenstruik. Ganó el combate por decisión dividida. 12 de las 13 puntuaciones de los medios de comunicación se lo dieron a Zhumagulov.

## Vida personal
Molina se declaró abiertamente bisexual en marzo de 2023, tras la filtración de un vídeo sexual, convirtiéndose en el primer peleador masculino tanto de la UFC como del MMA en general que sale del armario. De hecho, ya había mostrado ser un firme partidario de la comunidad LGBT, llegando a usar pantalones cortos del Mes del Orgullo durante su pelea con Zhalgas Zhumagulov, aunque recibiría críticas de los fanáticos y otros peleadores.

## Campeonatos y logros
- Ultimate Fighting Championship
  - Pelea de la Noche (una vez) vs. Aori Qileng[13]

## Récord en artes marciales mixtas
| Resultado | Récord | Oponente           | Método                                 | Evento                                  | Fecha                    | Ronda | Tiempo | Localización          | Notas                                  |
| --------- | ------ | ------------------ | -------------------------------------- | --------------------------------------- | ------------------------ | ----- | ------ | --------------------- | -------------------------------------- |
| Victoria  | 11-2   | Zhalgas Zhumagulov | Decisión (dividida)                    | UFC Fight Night: Volkov vs. Rozenstruik | 4 de junio de 2022       | 3     | 5:00   | Las Vegas, Nevada     |                                        |
| Victoria  | 10-2   | Daniel Lacerda     | TKO (codazos y puñetazos)              | UFC Fight Night: Costa vs. Vettori      | 23 de octubre de 2021    | 2     | 0:46   | Las Vegas, Nevada     |                                        |
| Victoria  | 9-2    | Aori Qileng        | Decisión (unánime)                     | UFC 261                                 | 24 de abril de 2021      | 3     | 5:00   | Jacksonville, Florida | Pelea de la Noche.                     |
| Victoria  | 8-2    | Jacob Silva        | Decisión (unánime)                     | Dana White's Contender Series 30        | 25 de agosto de 2020     | 3     | 5:00   | Las Vegas, Nevada     |                                        |
| Victoria  | 7-2    | Ken Porter         | Sumisión (estrangulamiento del brazo)  | FAC 2                                   | 22 de febrero de 2020    | 2     | 2:38   | Independence, Misuri  |                                        |
| Victoria  | 6-2    | Chance Wilson      | Sumisión (estrangulamiento por detrás) | LFA 76                                  | 13 de septiembre de 2019 | 1     | 2:01   | Park City, Kansas     | Combate de peso acordado (130 libras). |
| Victoria  | 5-2    | Johnnie Roades     | Sumisión (estrangulamiento por detrás) | KC Fighting Alliance 34                 | 27 de julio de 2019      | 1     | 4:16   | Independence, Misuri  | Combate de peso gallo.                 |
| Victoria  | 4-2    | Joey Estrada       | TKO (sumisión a puñetazos)             | KC Fighting Alliance 30                 | 22 de septiembre de 2018 | 1     | 4:15   | Independence, Misuri  |                                        |
| Victoria  | 3-2    | Joey Scanlan       | TKO (puñetazos)                        | Carden Combat Sports 4                  | 26 de mayo de 2018       | 1     | 0:51   | Kansas City, Kansas   |                                        |
| Victoria  | 2-2    | Chance Camacho     | TKO (puñetazos)                        | KC Fighting Alliance 27                 | 17 de febrero de 2018    | 2     | 1:22   | Independence, Misuri  | Combate de peso gallo.                 |
| Derrota   | 1-2    | Nate Smith         | Decisión (dividida)                    | Victory FC: Fight Night Coco Key        | 29 de septiembre de 2017 | 3     | 5:00   | Omaha, Nebraska       |                                        |
| Victoria  | 1-1    | Delfino Benitez    | Sumisión (estrangulamiento por detrás) | Victory FC 58                           | 22 de julio de 2017      | 1     | 4:43   | Omaha, Nebraska       | Debut en el peso mosca.                |
| Derrota   | 0-1    | Steven Merrill     | Sumisión (estrangulamiento por detrás) | Victory FC: Fight Night at Harrahs 5    | 3 de junio de 2017       | 1     | 1:03   | Council Bluffs, Iowa  | Debut en el peso gallo.                |